# Stanley J. Weyman
Stanley John Weyman, född 7 augusti 1855, död 10 april 1928, var en engelsk författare av främst historiska äventyrsromaner.